# Booth Tarkington
Booth Tarkington, nato Newton Booth Tarkington (Indianapolis, 29 luglio 1869 – Indianapolis, 19 maggio 1946), è stato uno scrittore e drammaturgo statunitense. È l'unico autore ad aver vinto per due volte il premio Pulitzer per il romanzo, questo perché il Pulitzer per il romanzo rimase come categoria fino al 1947 per divenire dal 1948 il “Premio Pulitzer per la narrativa”. In questa ottica Tarkington rimane comunque uno dei pochi ad aver vinto due volte il Premio Pulitzer nella stessa categoria (ossia romanzo/narrativa), insieme a William Faulkner, John Updike e, in anni recenti, a Colson Whitehead.

## Biografia
Booth Tarkington nacque ad Indianapolis, figlio di John S. Tarkington ed Elizabeth Booth Tarkington. prese il nome dallo zio materno Newton Booth, che allora era il governatore della California. Frequentò dapprima la Purdue University, ma terminò gli studi all'Università di Princeton nel 1893. Mentre era a Princeton diresse il "Nassau Literary Magazine" (Rivista letteraria di Nassau) e fondò il Triangle Club. Venne anche nominato studente più popolare del proprio corso. Quando il corso a cui Tarkington apparteneva nel 1893 si laureò, egli non aveva però titoli sufficienti per laurearsi a Princeton, dato che aveva frequentato per due soli anni. Grazie ai suoi conseguimenti successivi gli furono però conferiti ad honorem il titolo di Artium Magister nel 1899 e di Doctor of Letters nel 1918.
È stato uno dei più famosi scrittori statunitensi della sua epoca e i suoi due romanzi The Two Vanrevels e Mary's Neck per nove volte figurarono nella classifica annuale dei libri più venduti.
Al giorno d'oggi la sua opera più famosa è I magnifici Amberson, anche grazie alla trasposizione cinematografica che ne fece Orson Welles nel 1942. Si tratta della seconda parte della trilogia di Tarkington Growth (Crescita), che descrive lo sviluppo degli Stati Uniti narrando il declino della un tempo potente ed aristocratica famiglia degli Amberson, contrapposto alla crescita dei grandi industriali e delle famiglie di "nuovi ricchi" nel periodo del boom economico che va dal termine della Guerra civile americana allo scoppio della prima guerra mondiale.
Tarkington fece delle sostanziose donazioni alla Purdue University e fu noto per le sue grandi generosità e filantropia. In suo onore, una delle residenze per gli studenti alla Purdue University è stata battezzata Tarkington Hall.

## Morte
Newton Booth Tarkington è sepolto a Crown Hill Cemetery a Indianapolis.

## Premi
Premio Pulitzer per il romanzo:
- 1919 - I magnifici Amberson (The Magnificent Ambersons);
- 1922 - Alice Adams.

### Adattamenti cinematografici
- 1935 - Primo amore (Alice Adams) di George Stevens che ricevette due nomination al premio oscar
- 1941 - L'orgoglio degli Amberson (The Magnificent Ambersons) di Orson Welles che ricevette 4 nomination al premio oscar

## Opere

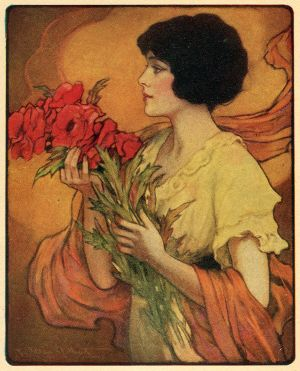
Julia; copertina dell'edizione newyorkese del romanzo Gentle Julia (1922)

- The Gentleman from Indiana (1899).
Nel 1915, venne girato il film The Gentleman from Indiana di Frank Lloyd, interpretato da Dustin Farnum
- Monsieur Beaucaire (1900).
In seguito ne furono tratti un lavoro teatrale, un corto, A Gentleman of France del 1905 e due film,  Monsieur Beaucaire nel 1924 e Monsieur Beaucaire nel 1946. Viene citato con un estratto d'opera anche in Montecarlo di Ernst Lubitsch del 1930)
- The Two Vanrevels (1902)
- Beasley's Christmas Party (1909)
- Penrod (1914)
Ne fu tratto il lavoro teatrale Penrod, a Comedy in Four Acts e, nel 1922, diede lo spunto per il film Penrod, diretto da Marshall Neilan.
- The Turmoil (1915) (primo volume della trilogia Growth)
Nel 1916, uscì The Turmoil, diretto da Edgar Jones e interpretato da una famosa attrice teatrale inglese, Valli Valli. Nel 1924, ne uscì un rifacimento dallo stesso titolo, The Turmoil, con Eleanor Boardman diretta da Hobart Henley.
- Penrod and Sam (1916)
Dal romanzo venne tratto nel 1932 il corto Detectuvs diretto da Alfred J. Goulding. Nel 1937, William C. McGann girò Piccoli G-men (Penrod and Sam)
- Seventeen (1916)
Ne fu tratto il film Seventeen diretto da Robert G. Vignola con Jack Pickford.
- The Magnificent Ambersons (1918) secondo volume della trilogia Growth
- Alice Adams (1921)
- Gentle Julia (1922)
- Magnolia (1923).
Ne fu tratto, nel 1935, il film Mississippi, regia di A. Edward Sutherland e, non accreditato, Wesley Ruggles.
- The Midlander (1924) (reintitolato National Avenue nel 1927; terzo volume della trilogia Growth )
- The Plutocrat (1927)
- Claire Ambler (1928)
- Penrod Jashber (1929)
- Mirthful Haven (1930)
- Mary's Neck (1932)
- Presenting Lily Mars (1933)
Ne fu tratto un film nel 1943
- Kate Fennigate (1943)

## Traduzioni italiane
- Il party di Natale di David Beasley, Mattioli 1885, Fidenza 2014 traduzione di Francesca Cosi e Alessandra Repossi ISBN 978-88-6261-424-5
- Il concerto di primavera, Gli alieni, La banconota da cento dollari, traduzione Chiara Messina, Dafne Munro, Giorgia Valenti, Collana La Bolla, Palermo, Urban Apnea Edizioni, 2020, ISBN 9788894410655